# الأبرشية الرومانية الكاثوليكية في نيروبي
الأبرشية الرومانية الكاثوليكية في نيروبي (باللاتينية: Nairobien(sis))، هي الكرسي الأسقفي لمقاطعة نيروبي الكنسية في كينيا، ومقر رئاسة الأسقفية فيها.

## الكنائس الخاصة
مقر الأبرشية هو كاتدرائية صغيرة، كاتدرائية العائلة المقدسة في نيروبي.